# Закоморня
Закоморня (укр. Закомірня) — село на Украине, находится в Хорошевском районе Житомирской области.
Население по переписи 2001 года составляет 46 человек (состояние на 2018 год — 17 человек). Почтовый индекс — 12115. Телефонный код — 4145. Занимает площадь 5,485 км².

## Адрес местного совета
12115, Житомирская область, Хорошевский р-н, с. Радичи, тел.: 3-37-44